# إميليو سيغري

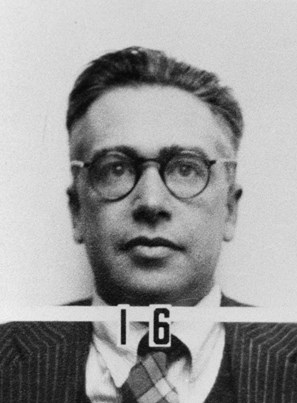
صورة بطاقة هوية سيغري من لوس ألاموس

إيميليو جينو سيغري (Emilio Segrè) (تيفولي، 1 فبراير 1905 - لافاييتي، كونترا كوستا، كاليفورنيا، 22 أبريل 1989) فيزيائي إيطالي أمريكي حصل على جائزة نوبل عام 1959 لاكتشافه مضاد البروتون.

## روابط خارجية
- إميليو سيغري على موقع الموسوعة البريطانية (الإنجليزية)
- إميليو سيغري على موقع مونزينجر (الألمانية)
- إميليو سيغري على موقع إن إن دي بي (الإنجليزية)